# Wydział Inżynierii Mechanicznej i Okrętownictwa Politechniki Gdańskiej

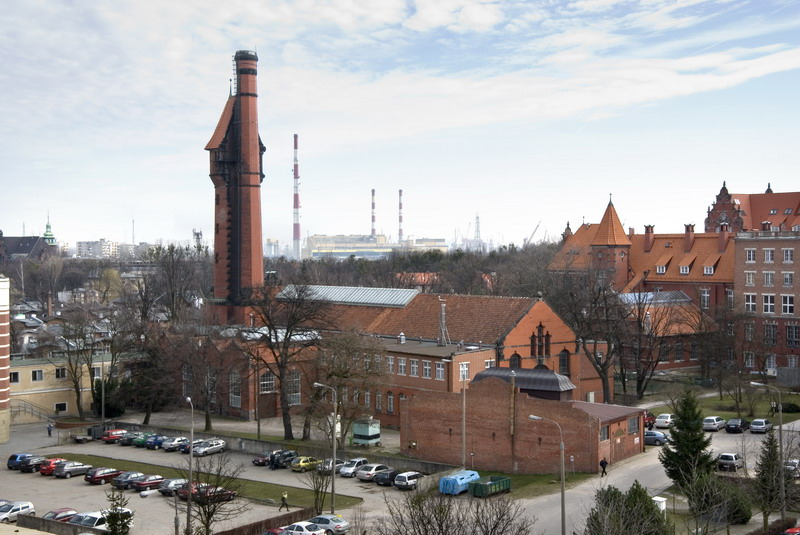
Laboratorium Maszynowe

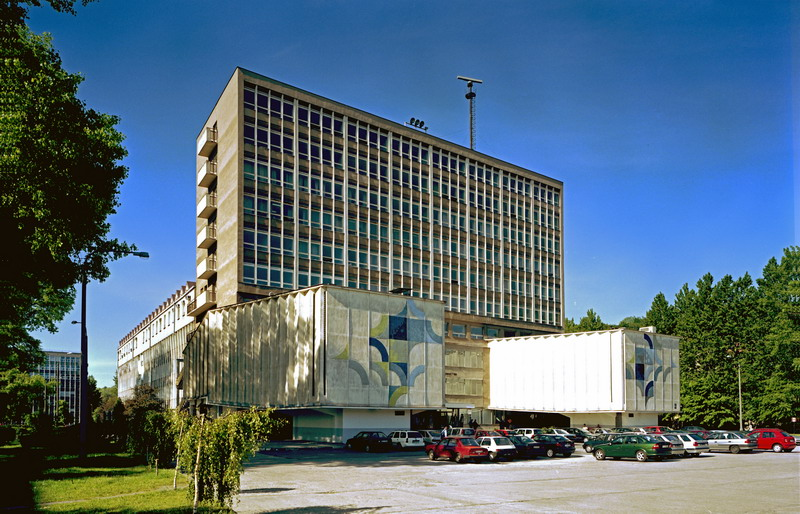
Budynek dawnego Wydziału OiO

Wydział Inżynierii Mechanicznej i Okrętownictwa Politechniki Gdańskiej – jeden z wydziałów Politechniki Gdańskiej, powstały z połączenia Wydziału Mechanicznego Politechniki Gdańskiej oraz Wydział Oceanotechniki i Okrętownictwa Politechniki Gdańskiej.

## Historia
- 6 października 1904 – Osobne wydziały: Wydział Maszynowy i Elektrotechniki oraz Wydział Budowy Okrętów i Maszyn Okrętowych na nowo powołanej Królewskiej Politechnice w Gdańsku.
- 1922 – Oddział Techniki Maszyn w ramach Wydziału Techniki Maszynowej, Techniki Okrętowej i Elektrotechniki; od 1926 - Wydziału Budowy Maszyn, Elektrotechniki i Techniki Okrętowej i Lotniczej a od 1938 – Wydziału Mechanicznego
- 1945 – pierwsze zajęcia dydaktyczne po wojnie; Wydziały: Mechaniczno-Elektryczny oraz Budowy Okrętów są dwoma z czterech wydziałów w przekształconej Politechnice Gdańskiej. Pierwszym dziekanem Wydziału Mechanicznego został prof. Karol Taylor, długoletni dziekan Wydziału Mechanicznego Politechniki Warszawskiej, a także kierownik Katedry Silników Spalinowych na Wydziale Mechanicznym Politechniki Gdańskiej.
- 1956 – rozdzielenie na Wydział Maszynowy (później Wydział Budowy Maszyn) oraz Wydział Technologii Maszyn (od 1965 Wydział Mechaniczny Technologiczny, od 1990 – Wydział Technologii Maszyn i Organizacji Produkcji).
- 1990 – przemianowanie Wydziału Budowy Okrętów na Wydział Oceanotechniki i Okrętownictwa
- 1992 – połączenie Wydziału Budowy Maszyn oraz Wydziału Technologii Maszyn i Organizacji Produkcji i powrót do pierwotnej nazwy. W tym samym roku do wydziału włączony został również Oddział Wydziału Mechanicznego w Elblągu, w 1998 przejęty przez Państwową Wyższą Szkołę Zawodową w Elblągu.

## Kierunki i specjalności
- Mechanika i Budowa Maszyn
  - Urządzenia Cieplno-przepływowe i Aparatura Przemysłowa
  - Pojazdy, Maszyny Robocze i Układy Napędowe
  - Technologia Maszyn i Materiałów Konstrukcyjnych
- Energetyka (kierunek międzywydziałowy prowadzony z wydziałem OiO i EiA)
  - Rynki Energii i Systemy Energetyczne (specjalność prowadzona na wydziale EiA)
  - Inżynieria Eksploatacji w Elektroenergetyce (specjalność prowadzona na wydziale EiA)
  - Diagnostyka i Eksploatacja Urządzeń Energetycznych
  - Proekologiczne Technologie Energetyczne
  - Automatyzacja Systemów Energetycznych (specjalność prowadzona na wydziale OiO)
  - Maszyny Przepływowe (specjalność prowadzona na wydziale OiO)
- Zarządzanie i Inżynieria Produkcji
  - Zarządzanie Jakością i Informatyczne Systemy Produkcji
  - Inżynieria Wytwarzania i Naprawy Maszyn
- Mechatronika
  - Mechatronika Stosowana
- Inżynieria Mechaniczno-Medyczna (kierunek międzyuczelniany prowadzony z GUMed'em)
- Inżynieria materiałowa (kierunek międzywydziałowy z wydziałem Chem i FTiMS)
  - Inżynieria Materiałów Polimerowych (specjalność prowadzona na wydziale Chem)
  - Inżynieria Korozyjna (specjalność prowadzona na wydziale Chem)
  - Inżynieria Materiałów Funkcjonalnych (specjalność prowadzona na wydziale FTiMS)
  - Inżynieria Materiałów Strukturalnych i Biomateriałów
- Technologie Bezpieczeństwa Wewnętrznego (kierunek międzywydziałowy prowadzony z wydziałem ETI)
  - Inżynieria Ochrony Obiektów i Infrastruktury

- Oceanotechnika w specjalnościach:
  - Budowa Okrętów i Jachtów
  - Maszyny, Siłownie i Urządzenia Okrętów i Obiektów Oceanotechnicznych
  - Zarządzanie i Marketing w Gospodarce Morskiej
  - Inżynieria Zasobów Naturalnych
- Energetyka (kierunek międzywydziałowy prowadzony z wydziałem Mech i EiA) w specjalnościach:
  - Automatyzacja Systemów Energetycznych
  - Maszyny Przepływowe
- Transport w specjalnościach:
  - Środki transportu wodnego
  - Systemy transportu wodnego

## Katedry
- Energetyki i Aparatury Przemysłowej
- Inżynierii Materiałowej i Spajania
- Konstrukcji Maszyn i Pojazdów
- Mechaniki i Mechatroniki
- Technologii Maszyn i Automatyzacji Produkcji

- Katedra Teorii i Projektowania Okrętów
- Katedra Technologii Okrętu, Systemów Jakości i Materiałoznawstwa
- Zakład Mechaniki, Konstrukcji i Wytrzymałości Okrętu
- Katedra Siłowni Okrętowych
- Katedra Urządzeń Okrętowych i Oceanotechnicznych
- Katedra Automatyki Okrętowej i Napędów Turbinowych
- Katedra Mechaniki Konstrukcji

## Władze
- Dziekan: prof. dr hab. inż. Andrzej Seweryn
- Prodziekan ds. nauki: prof. dr hab. inż. Michał Wasilczuk
- Prodziekan ds. rozwoju: dr hab. inż. Marek Szkodo, prof. uczelni
- Prodziekan ds. współpracy: dr hab. inż. Mariusz Deja, prof. PG
- Prodziekan ds. kształcenia: dr inż. Aleksandra Teresa Wiśniewska
- Prodziekan ds. studenckich: dr inż. Roman Liberacki

- Dyrektor administracyjny: inż. Wojciech Połubok

## Organizacje studenckie
- Koło Naukowe "Mechanik"
- Koło Naukowe "Synertech"
- Koło Studentów Techniki Okrętowej "Korab"
- Koło Naukowe "Piksel"